# Освајачи олимпијских медаља у атлетици — грчки диск за мушкарце
Освајачи олимпијских медаља у атлетици за мушкарце у дисциплини грчки диск, која је на програму Игара била 1 (2) пута, приказани су у следећој табели, са резултатима који су исказани у метрима:
| Олимпијске игре     |                        | Резултат |                           | Резултат |                        | Резултат |
| Атина 1906.‘        | Вернер Јервинен Финска | 35,17    | Николаос Георгантас Грчка | 32,80    | Иштван Мудин Мађарска  | 31,91    |
| Лондон 1908. детаљи | Мартин Шеридан САД     | 38,00    | Марквис Хор САД           | 37,325   | Вернер Јервинен Финска | 36,48    |

¹ На десетогодишњицу првих модерних Олимпијских игара одржане су 1906. у Атини тзв. Олимпијске међуигре у организацији Међународног олимпијског комитета. Медаље са ових игара не улазе у збир као олимпијске медаље према тумачењу МОКа.
|    | Држава     |   |   |   |   |
| -- | ---------- | - | - | - | - |
| 1. | САД        | 1 | 1 | - | 2 |
| 2. | Финска     | - | - | 1 | 1 |
|    | Укупно (2) | 1 | 1 | 1 | 3 |